# Chiesa della Madonna di Piazza
La chiesa della Madonna di Piazza si trova a Cutigliano.
L'edificio religioso risale al secolo XV e si presenta ad una sola navata. Agli altari laterali sono posti due dipinti: a destra una cinquecentesca Decollazione del Battista, opera di una ancora ignoto pittore locale, e a sinistra una tela con San Francesco che riceve le Stimmate, databile tra fine Seicento e inizio Settecento ed opera di un pittore non ancora identificato.
All'altare maggiore è collocata una robbiana raffigurante la Madonna col Bambino e i Santi Antonio Abate e Bernardino da Siena, attribuita a Benedetto Buglioni e databile al 1510 circa.

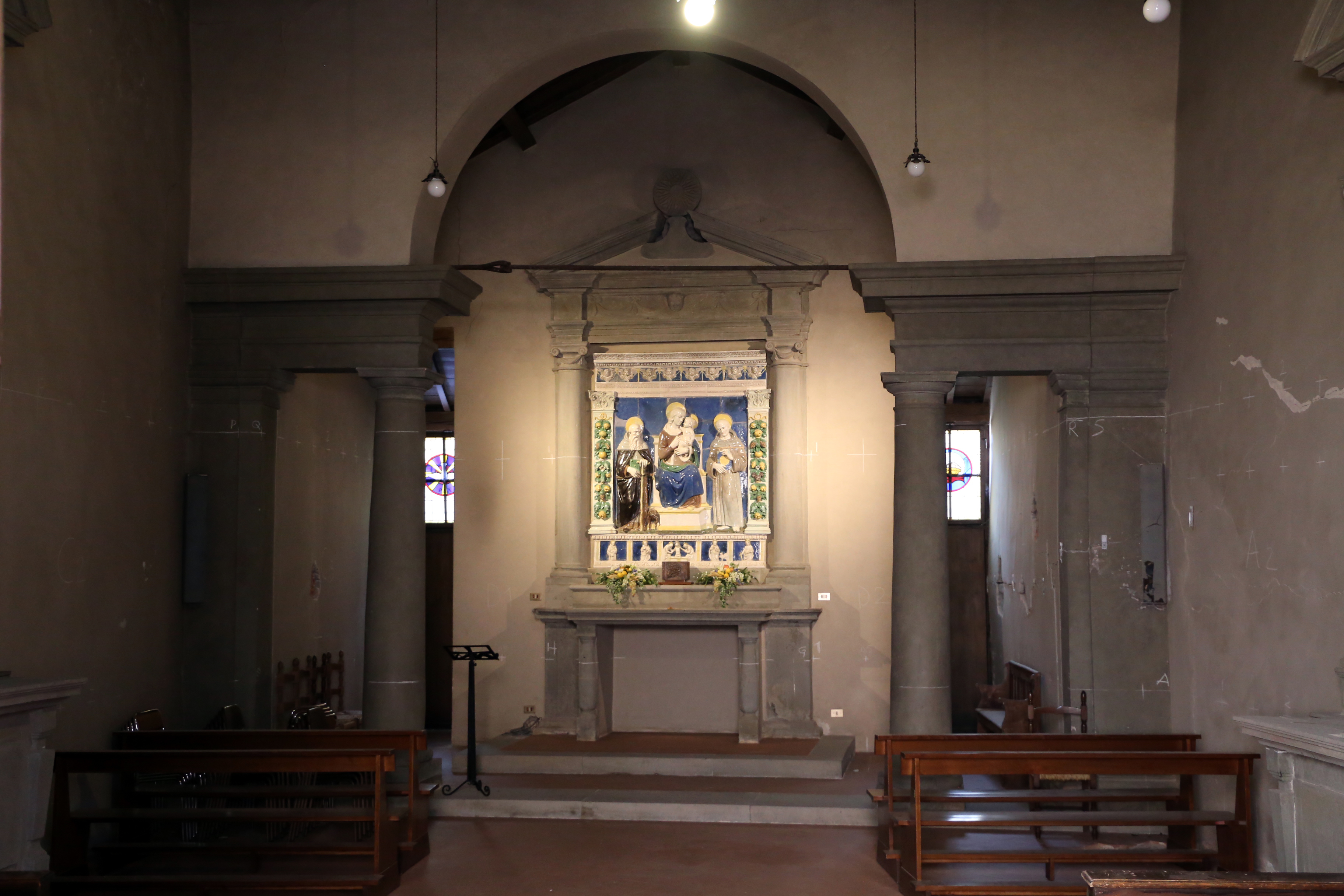
Interno
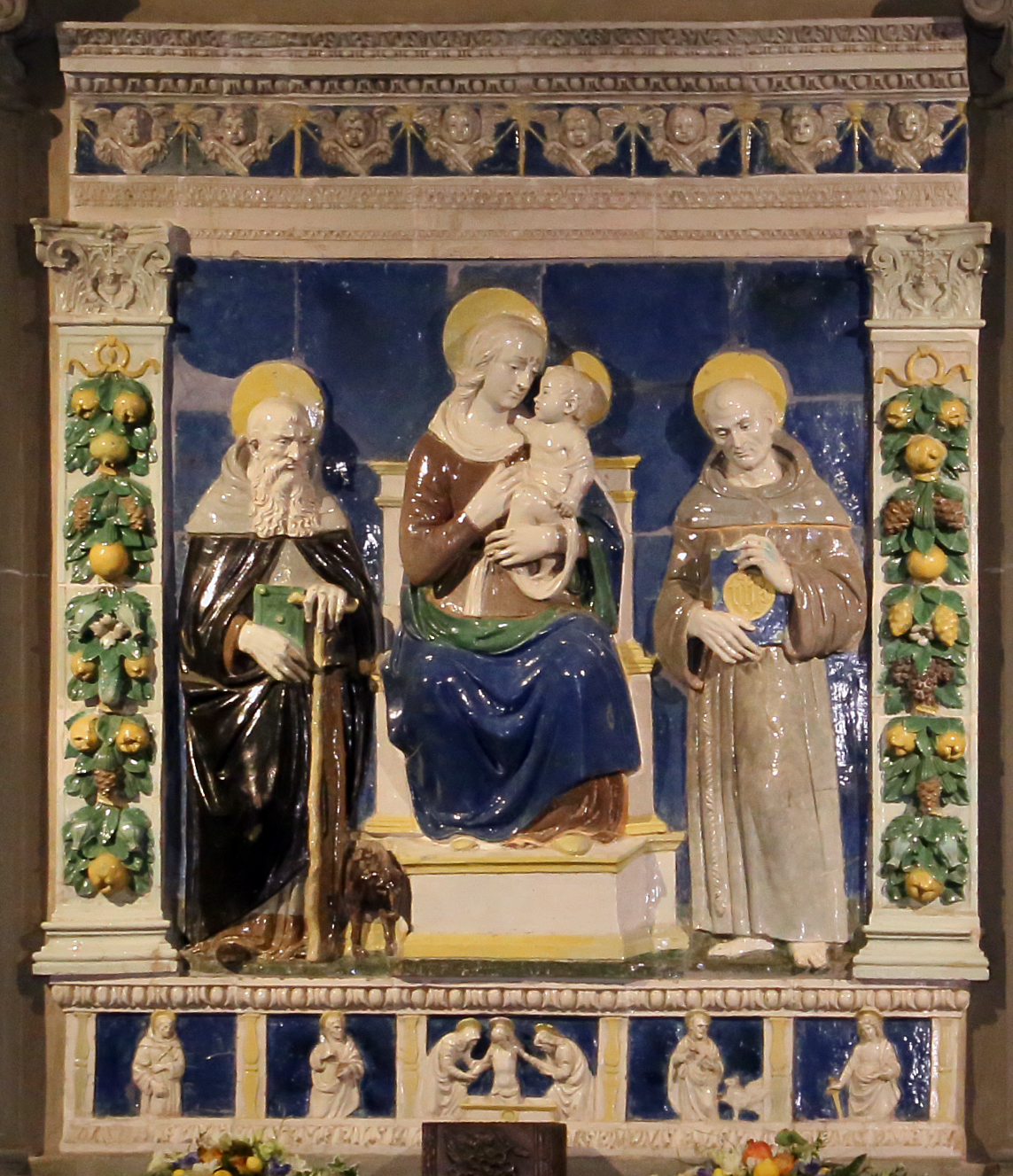
La pala del Buglioni